# 约翰·麦科马克
约翰·麦科马克（英語：John McCormack，1935年1月9日—2014年5月23日），英国男子拳击运动员，1957年成为职业选手。他曾代表英国参加1956年夏季奥林匹克运动会拳击比赛，获得男子71公斤级铜牌。